# Поле Мокотовске (станция метро)
«По́ле Мокото́вске» (пол. Pole Mokotowskie) (A10) — станция Варшавского метрополитена. Расположена на пересечении улиц Раковецкой, Брюна с аллеей Независимости.

## Описание
Название станции было выбрано решением городского совета Варшавы 16 декабря 1983.
Открыта 7 апреля 1995 года в составе первого пускового участка Варшавского метрополитена «Кабаты» — «Политехника».
Станция односводчатая, мелкого заложения. Оформление — серое, с красными стенами. Островная платформа имеет ширину 10 м и длину 120 м. С поверхностью соединяется 2 лестницами (северной и южной) и лифтом для инвалидов на Раковецкой улице.
Через станцию проходят 2 трамвайных (17, 33), 6 дневных автобусных (119, 167, 168, 174, 195, 700) и 2 ночных (N34, N36) маршрута.
Рядом со станцией находятся Варшавская Школа Экономики, Поле Мокотовске, тюрьма Мокотув.